# Brasserie Duyck
Pour les articles homonymes, voir Duyck (homonymie).
La Brasserie Duyck est une brasserie indépendante  française, située dans la commune de Jenlain dans le département du Nord.

## Fabrication et distribution

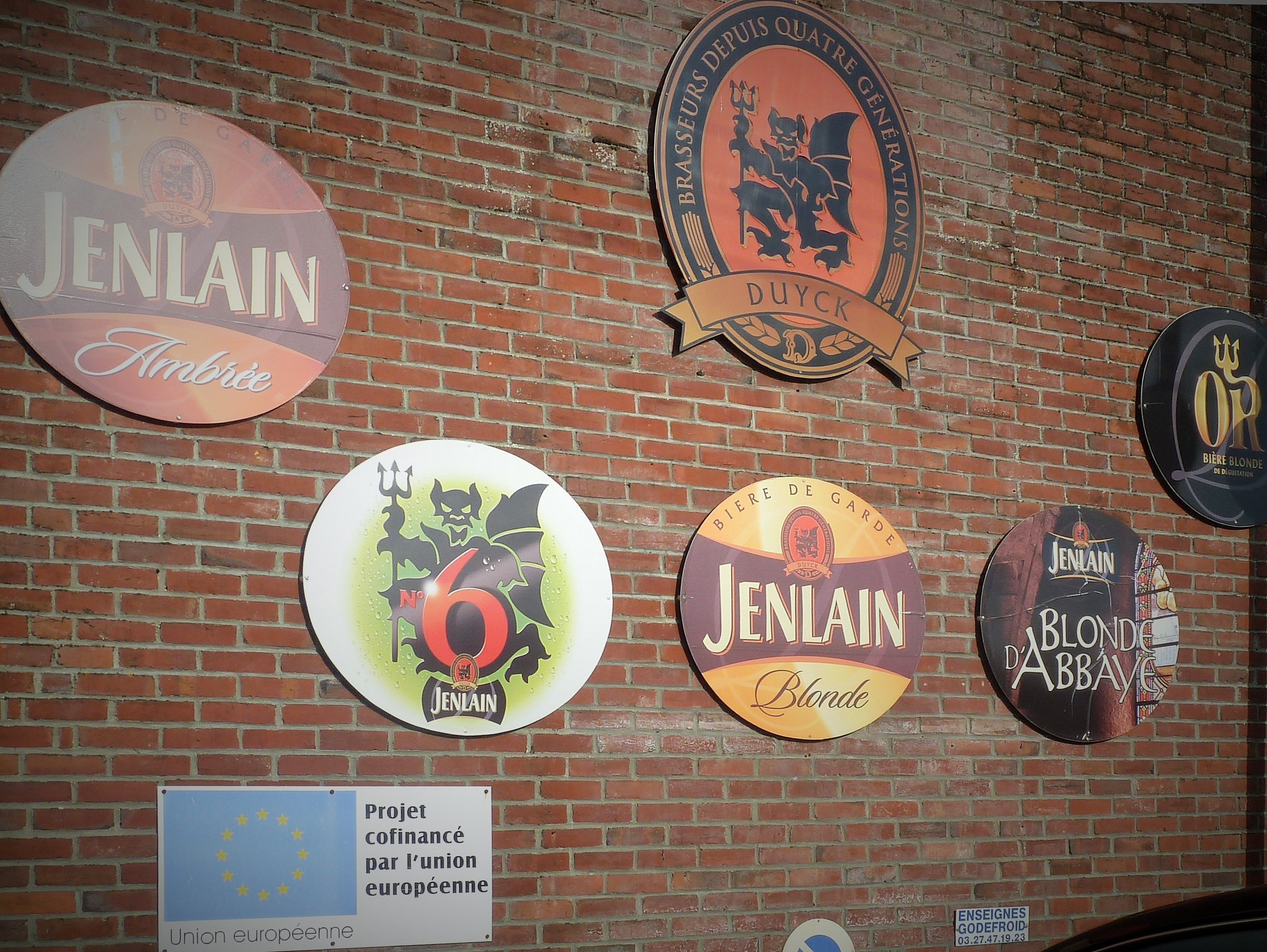
Façade de la Brasserie Duyck 113 route Nationale - 59144 Jenlain-

En 2013, le volume de fabrication de la brasserie est d’environ 110 000 hectolitres pour un marché national de 20 millions d’hectolitres. En 2023 la production est de 85 000 hL par an.
L'eau est toujours pompée directement dans une nappe phréatique située sous la brasserie. Elle est mélangée à du malt d'orge sélectionné, à du houblon venu d'Alsace et à du blé de Beauce. La préparation de la bière se déroule en plusieurs étapes :
- Maltage : sous-traité ;
- L'empâtage : mélange de l'eau et du malt d'orge concassé. C'est à cet instant que l'amidon contenu dans le malt se transforme en sucre ;
- La filtration : séparation du moût et des drèches ;
- L'ébullition :  le moût et le houblon sont mis à bouillir pendant 1 h 30 ;
- La fermentation : cinq jours durant lesquels le sucre se transforme en alcool grâce à l'action de la levure ;
- La garde : repos en cuve pendant quatre semaines suivi d'une filtration.

## Distinctions
- 2025 : Médaille d'argent pour la Jenlain Ambrée et pour la Jenlain Triple au Concours général agricole[3]